# Um Won-sang
Um Won-sang (koreanisch 엄원상, * 6. Januar 1999 in Gwangju) ist ein südkoreanischer Fußballspieler, der seit Januar 2019 bei der K-League-Franchise Gwangju FC unter Vertrag steht. Der Flügelspieler ist seit November 2020 südkoreanischer Nationalspieler.

## Karriere

### Verein
Der in Gwangju geborene Um Won-sang begann seine fußballerische Ausbildung in den Mannschaften der Yeongok Elementary School und Kyungyang Elementary School, bevor er im Jahr 2011 in die Jugendabteilung der ein Jahr zuvor gegründeten Franchise Gwangju FC wechselte. In den Jahren 2017 und 2018 spielte der Flügelspieler in der Auswahl der Ajou University und im Januar 2019 kehrte er zum Gwangju FC zurück, wo er umgehend in die erste Mannschaft eingegliedert wurde. Am 3. März 2019 (1. Spieltag) bestritt er beim 2:0-Auswärtssieg gegen den Seoul E-Land FC sein Debüt in der zweithöchsten südkoreanischen Spielklasse, als er in der 39. Spielminute für Kim Jeong-hwan eingewechselt wurde. Sein erstes Ligator erzielte er am 1. September (26. Spieltag) bei der 1:2-Auswärtsniederlage gegen den Ansan Greeners FC. In diesem Spieljahr 2019 kam er als Rotationsspieler zu 16 Ligaeinsätzen, in denen er zwei Torerfolge verbuchen konnte. Mit den Gwangju Griffins gelang ihm der Meistertitel, welcher dem Team den Aufstieg in die erstklassige K League ermöglichte.
Nachdem er zu Beginn der darauffolgenden Saison 2020 noch aufgrund einer Verletzung aussetzen musste, konnte er beim 1:1-Unentschieden gegen Ulsan Hyundai am 30. Mai 2020 (4. Spieltag) in seinem ersten Saisoneinsatz das erste Tor des Gwangju FC in der Erstklassigkeit erzielen, mit dem er seiner Mannschaft nach drei Niederlagen auch den ersten Punkt einbrachte. In der höchsten südkoreanischen Spielklasse setzte Um seinen persönlichen Aufstieg innerhalb des Vereins fort und stieg bereits in seinem zweiten Jahr als Profi zur wichtigen Stammkraft auf. Mit sieben Toren und zwei Vorlagen in 23 Ligaeinsätzen trug er zu einer erfolgreichen Spielzeit bei, welche mit dem sechsten Tabellenplatz endete.

### Nationalmannschaft
Mit der südkoreanischen U20-Nationalmannschaft nahm Um an der U19-Asienmeisterschaft 2018 in Indonesien teil, wo er in allen sechs Partien zum Einsatz kam und mit der Auswahl im Endspiel an Saudi-Arabien scheiterte. Im Mai 2019 erreichte er mit der U20 bei der U20-Weltmeisterschaft erneut den zweiten Platz, wobei diesmal das Finale gegen die Ukraine verloren ging. Bei diesem Wettbewerb absolvierte er alle sieben Partien. Den ersten internationalen Titel gewann er im Januar 2020 mit der U23 bei der U23-Asienmeisterschaft. Dort kam er in drei Spielen zum Einsatz.
Am 17. November 2020 debütierte er beim 2:1-Testspielsieg gegen Katar für die A-Nationalmannschaft, als er in der 76. Spielminute für Hwang Hee-chan eingewechselt wurde.

## Erfolge

### Verein
Gwangju FC
- K League 2: 2019

### Nationalmannschaft
Südkorea U19
U19-Asienmeisterschaft: 2018 Zweiter Platz
Südkorea U20
- U20-Vizeweltmeister: 2019

Südkorea U23
- U23-Asienmeister: 2020